# 戦国奇譚 気まぐれ冠者
『戰国奇譚 氣まぐれ冠者』（せんごくきたん きまぐれかじゃ）は、1935年（昭和10年）製作・公開、伊丹万作原作・脚本・監督による日本の長篇劇映画である。新字体表記『戦国奇譚 気まぐれ冠者』。1928年（昭和3年）製作・公開、伊丹万作原作・脚本、稲垣浩監督の『天下太平記』のリメイク作品である。一部に本作のタイトル・読みを『気まぐれな冠者』（きまぐれなかんじゃ）とする資料が存在する。『戦国気譚 気まぐれ冠者』は誤り。

## 略歴・概要
1934年（昭和9年）、『武道大鑑』を監督して日活京都撮影所製作の『忠臣蔵 刃傷篇 復讐篇』の脚本を書いたのちに片岡千恵蔵プロダクションから当時松竹傘下にあった新興キネマに移籍し、新興キネマ京都撮影所で『忠次売出す』を監督した伊丹万作が、片岡千恵蔵プロダクションに出張して監督した作品である。当時新興キネマに所属していた俳優陣、市川春代、田村邦男、ジョー・オハラ、および侍女役の宮川敏子と並木錦子が同社から特別出演した。配給は、松竹傘下の配給会社日本映画配給が行った。日本の戦国時代における、経済破壊工作を描く異色作である。本作の録音方式は、塚越成治による「塚越式トーキー」である。
本作は、75分尺のヴァージョンの上映用プリントが現存しており、東京国立近代美術館フィルムセンターは35mmフィルムと16mmフィルムの上映用プリントを所蔵している。日活は本作の製作・配給には関わっていないが、かつてVHSベースでのビデオグラムを発売していたことがある。

## スタッフ・作品データ
スタッフ
- 監督 - 伊丹万作
- 原作・脚色 - 伊丹万作
- 撮影 - 石本秀雄
- 照明 - 田辺憲二
- 録音 - 塚越成治
- 装置 - 平松智恵吉
- 装飾 - 新井九十九
- 美髪 - 中山源次郎
- 衣裳 - 滝井卯一
- 字幕 - 黒田豊
- 助監督 - 佐伯清、原顕義
- 記録 - 毛利正樹
- 撮影助手 - 中川重蔵、高田耕作

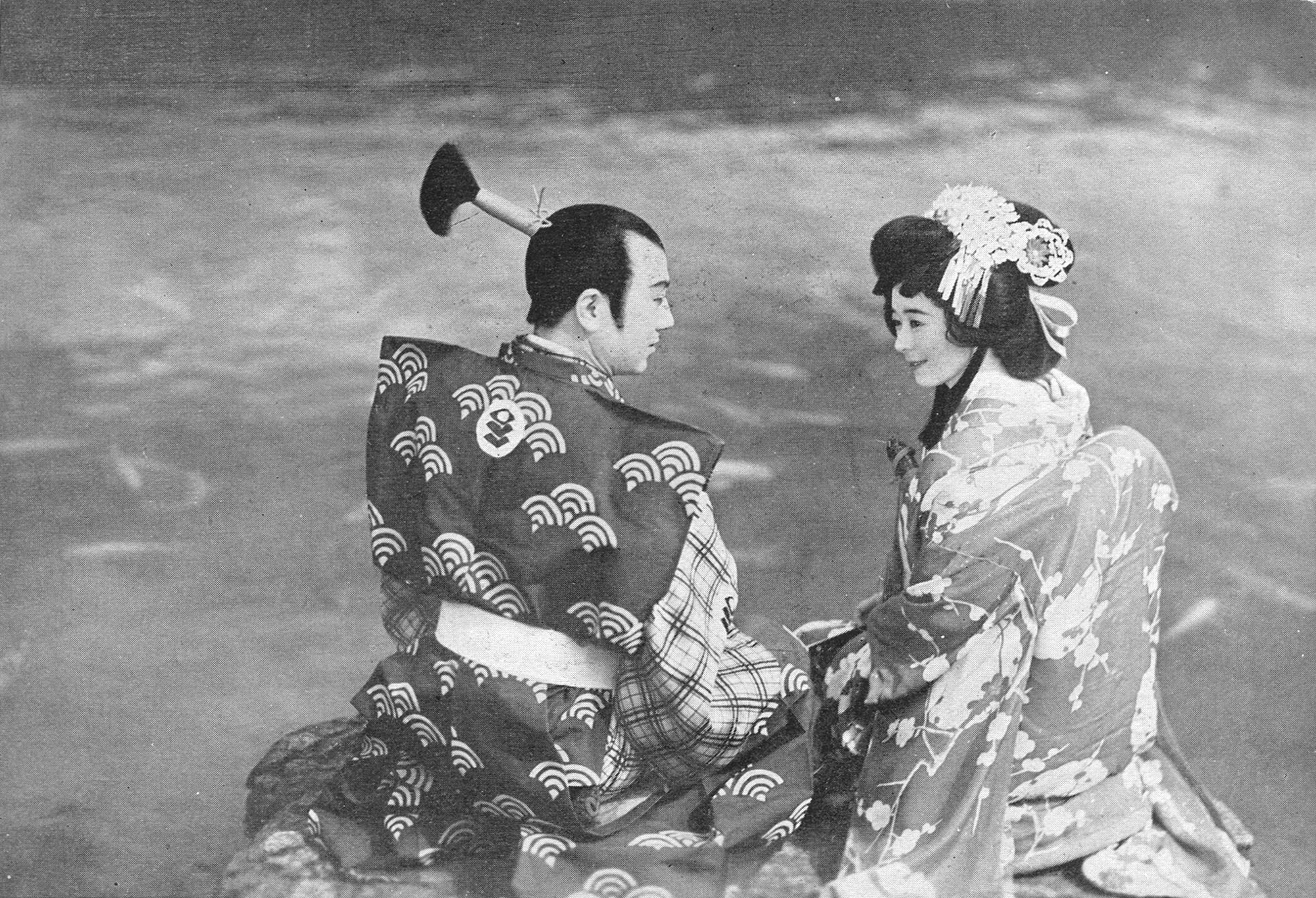
左から片岡千恵蔵、市川春代

- 録音助手 - 池戸正章、花房章、関根優次、村上憲一

音楽
- 音楽指揮・作・編曲 - 高橋半
- 伴奏 - 中央トーキー音楽協会、酒井竜峰、中央音楽協会合唱団

主題歌
- 主題歌 - 『気まぐれ冠者』
  - 作詞 - 佐藤惣之助
  - 作曲 - 近藤政二郎
  - 唄 - 東海林太郎

- 挿入歌 - 『山賊の合唱』
  - 作詞 - 伊丹万作
  - 作曲 - 大村能章
  - 唄 - ポリドール・リズム・ボーイズ

- レコード - ポリドール・レコード2164

データ
- 製作 - 片岡千恵蔵プロダクション
- 上映時間（巻数 / メートル） - 88分（9巻 / 2,413メートル）、現存版75分（6,756フィート）
- フォーマット - 白黒映画 / スタンダードサイズ（1.37:1） / 24fps / モノラル録音
- 公開日 -  日本 1935年5月30日
- 配給 -  日本映画配給
- 初回興行 - 浅草公園六区・帝国館

## キャスト
- 尾上華丈 - 木曽猿
- 瀬川路三郎 - 関羽左衛門
- 香川良介 - 隠密横目氏
- 林誠之助 - 金神
- 田村邦男（特別出演） - 髯の勘十
- ジョウ・オハラ - 敵国の殿様
- 伊藤隆世 - 殿様
- 駒井燿 - 百足
- 市川春代（特別出演） - 椿姫
- 宮川敏子 - 侍女
- 並木錦子 - 侍女
- 三谷京子 - 侍女
- 片岡千恵蔵 - 気まぐれ冠者